# Contigo Chile Mejor
Contigo Chile Mejor es una alianza electoral chilena de centroizquierda e izquierda  conformada en abril de 2024 para presentar candidaturas a las elecciones municipales de Chile de 2024 que se realizaron el 27 de octubre del mismo año y las elecciones primarias correspondientes a tal proceso.
El pacto está compuesto por los ocho partidos de la Alianza de Gobierno —coalición que sustenta la administración del presidente Gabriel Boric— junto al Partido Demócrata Cristiano, siendo la primera vez que se concreta la inscripción de una sola lista entre todos los partidos que pertenecieron a la extinta Concertación y aquellos que conformaron Apruebo Dignidad.

## Historia
A inicios de 2023, la Alianza de Gobierno estableció la idea de formar una lista de unidad entre las autodenominadas "fuerzas progresistas" como una señal de acercamiento al Partido Demócrata Cristiano (PDC). Aunque este partido no forma parte del gobierno de Gabriel Boric, su cercanía ideológica e histórica con el Socialismo Democrático le ha permitido desempeñar un rol de colaboración principalmente a nivel parlamentario desde el inicio del gobierno. En ese momento, la negociación para la inscripción de candidaturas al Consejo Constitucional fue el hito que provocó el planteamiento explícito de los partidos para concretar una alianza. Sin embargo, no se logró llegar a un acuerdo y la decisión final fue presentarse a la elección en dos listas: una con mayor orientación a la izquierda, que agrupó a Apruebo Dignidad con el Partido Socialista (PS) y el Partido Liberal (PL), llamada Unidad para Chile; y Todo por Chile, compuesta por el PDC, el Partido por la Democracia (PPD) y el Partido Radical (PR), con una sensibilidad más centrista.
En las elecciones de consejeros constitucionales Todo por Chile no consiguió que ninguna de sus candidaturas fuese electa, y Unidad para Chile obtuvo solo 16 de los 50 escaños disponibles en el organismo redactor, frente a Chile Vamos y mayormente el Partido Republicano, quienes sumaron el 58% de la representación en el Consejo.
Una vez finalizado el proceso constitucional de Chile en 2023, los partidos presentes en ambas listas constituyeron dos comandos en favor de la opción "En contra" frente al plebiscito del mismo año: uno llamado "Chile En Contra", por parte de la Alianza de Gobierno, y otro llamado "La DC En Contra", exclusivamente del PDC. Argumentaron que las normas plasmadas en la propuesta de texto redactada por el Consejo Constitucional y la Comisión Experta representaban un retroceso en los derechos reproductivos de las mujeres, las diversidades sexogenéricas y en materia previsional, especialmente respecto a las AFP e Isapres.
Luego del triunfo del "En Contra", en los meses posteriores, se inició el diálogo dentro de la Alianza de Gobierno para acordar un pacto único de cara a las elecciones municipales de 2024 y, a la vez, evaluar la posibilidad de invitar a la Democracia Cristiana a formar parte de este. Esto fue confirmado en octubre de 2023 en un encuentro de los partidos oficialistas, mediante un documento denominado "Encuentro por Chile", en el que se manifestó expresamente la intención de inscribir una lista junto a los democratacristianos. En enero de 2024, el presidente del PDC, el diputado Alberto Undurraga, confirmó la aceptación de la colectividad a la invitación hecha por la Alianza de Gobierno, recalcando la importancia de combatir la dispersión electoral y de presentar una sola candidatura de unidad para los cargos unipersonales, como alcaldes y gobernadores regionales.

## Composición
| Partido                              | Presidente(a)      |
| ------------------------------------ | ------------------ |
| Frente Amplio                        | Constanza Martínez |
| Partido Comunista de Chile           | Lautaro Carmona    |
| Partido Socialista de Chile          | Paulina Vodanovic  |
| Partido Demócrata Cristiano          | Alberto Undurraga  |
| Partido por la Democracia            | Jaime Quintana     |
| Partido Radical de Chile             | Leonardo Cubillos  |
| Federación Regionalista Verde Social | Flavia Torrealba   |
| Partido Liberal de Chile             | Juan Carlos Urzúa  |
| Acción Humanista                     | Tomás Hirsch       |